# Liste de clochers tors

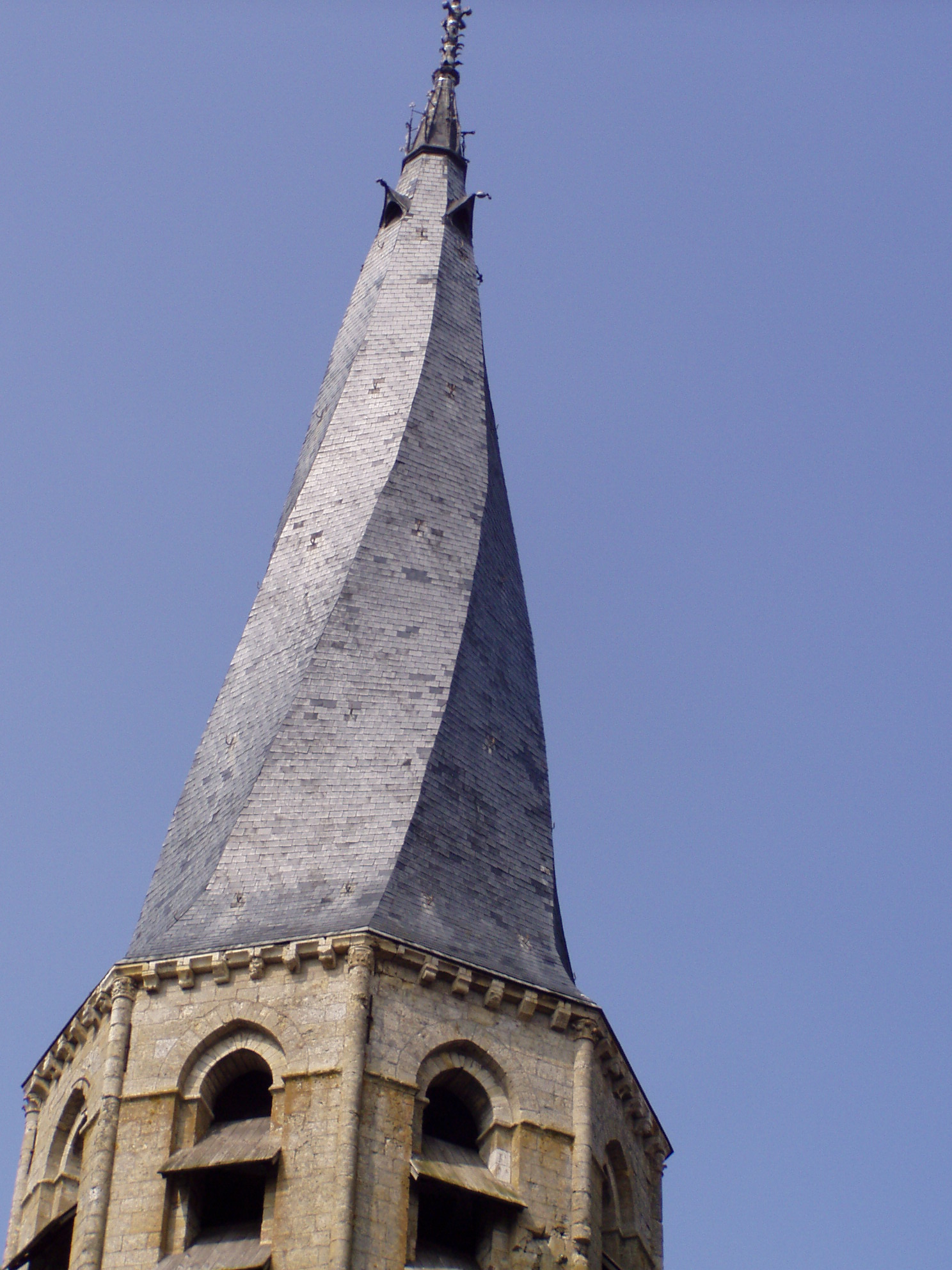
Clocher tors de l'église Notre-Dame à Puiseaux (Loiret)

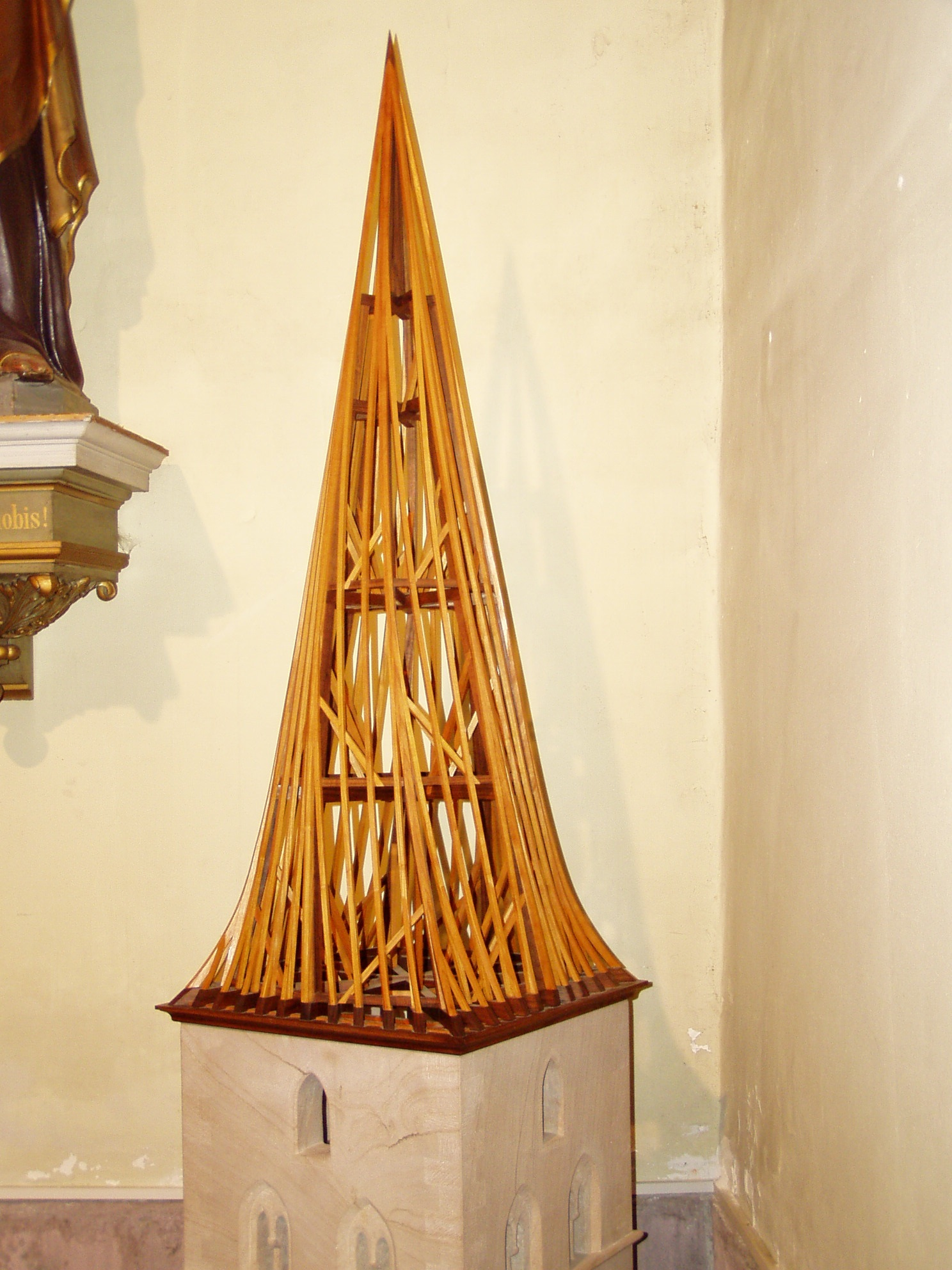
Maquette du clocher de Niedermorschwihr

Un clocher tors ou clocher flammé est un clocher dont la flèche est spiralée, souvent couverte d'ardoise. Le clocher d'une église se compose le plus souvent d'une tour carrée en pierre sur laquelle repose une pyramide coiffée d'une flèche. 
Il y a environ une centaine de clochers de ce type en Europe dont 65 en France, 22 en Allemagne et onze en Belgique.            

## Origines
(mai 2015).
La torsion peut avoir deux origines :
- Volontaire : certains clochers ont été construits tors, pour réaliser une prouesse architecturale. On peut citer ceux de Mouliherne et de Fontaine-Guérin en Maine-et-Loire, de Treignac en Corrèze ou de Saint-Outrille dans le Cher. On peut aussi citer celui de la maison des Compagnons du Devoir à Nantes qui est une véritable œuvre d'art, un chef-d'œuvre compagnonnique. Une maquette en explique la construction à l'intérieur du bâtiment. En Allemagne, le toit d’une porte de ville de Duderstadt était déjà tors au XVe siècle, et tourne de droite à gauche. De nos jours, c'est une épreuve que l'on fait passer aux apprentis charpentiers des compagnons du tour de France, que de construire une maquette avec un clocher hélicoïdal.

- Accidentelle : d'autres clochers sont devenus tors au cours du temps, comme au village de Fougeré en Maine-et-Loire, qui a subi quatre tornades reconnues catastrophes naturelles en 40 ans. Certains architectes comme Viollet-le-Duc pensent que certains clochers sont devenus hélicoïdaux à la suite d'un mauvais séchage du bois. Il est en effet prouvé que la charpente de certains clochers en vieillissant a bougé ; c'est le cas à Saint-Bonnet-de-Four (Allier). Le poids de la couverture, quand il est trop élevé, peut aussi éventuellement faire ployer la base de la structure, provoquant un affaissement de la charpente et la vrille du clocher, c'est le cas de celui de Chesterfield en Angleterre, qui est couvert de plaques de plomb.

- Défaut de construction : par exemple, l'église Saint-Ouen d'Offranville « possède une flèche octogonale qui a subi un vrillage accidentel de 1/8e, dont la raison n'a été découverte que lors d'un rénovation en 1961 [...] un défaut de construction de la charpente, une partie des élément  [sic] de rigidification ayant été oubliés »[1].

## Principes de construction des clochers octogonaux en bois

### Clochers octogonaux
Nombre de clochers tors qui le sont devenus avec le temps sont octogonaux, c'est-à-dire que leur flèche comporte huit pans. Ce sont des clochers de villes moyennes. En effet, quand une paroisse de cent habitants construit son église, son clocher sera presque toujours à deux ou quatre pentes. C'est une question de prix de revient. D'autre part, quand la paroisse dépasse les 10 000 habitants, on fait appel à des artisans spécialisés dans ce genre de construction.[réf. nécessaire]

### Constitution
Les clochers octogonaux en bois sont constitués :
- d'un poinçon, une poutre verticale au centre de la pyramide. C'est la pièce maitresse de l'édifice. C'est sur elle que repose le poids de la charpente.
- de différentes moises. Une moise est une pièce de bois que l'on retrouve à plusieurs niveaux de la flèche. Elle est fixée entre chaque face de la toiture et le poinçon, et permet ainsi de consolider l'ensemble de la charpente.
- de croisillons, pièces de bois en forme de croix placées entre deux niveaux de bois, pour empêcher ceux-ci de travailler, de vriller et donc de s'effondrer.

Un croisillon a le maximum d'efficacité lorsque son angle est de 45°. Or dans les clochers octogonaux, les croisillons de la pyramide ont un angle qui peut être supérieur à 45°. Les clochers octogonaux ont donc plus de chance de devenir tors.

### Affaissement
Le clocher repose sur le poinçon, toute la science du charpentier étant de savoir répartir le poids de la couverture sur la maçonnerie ou la tour en pierre qui le supporte.
Le poinçon repose lui sur deux poutres encastrées en croix selon la technique du mi-bois. Ces deux poutres reposent sur la maçonnerie. Cet encastrement, en ôtant à chacune des deux poutres une partie de leur épaisseur, provoque un point de fragilité.
Celles-ci peuvent donc ployer sous le poids, entrainant l'affaissement de la charpente, et la vrille du clocher, car les côtés étant à présent trop longs pour le poinçon, ils se vrillent pour compenser.
Mais cette vrille ne se produit que lorsque le poids de la couverture est trop élevé. Cela arrive parfois lors d'un remplacement de toiture.
Parfois les couvreurs utilisent des matériaux différents de ceux prévus à l'origine. Cela est vraisemblablement le cas du clocher de Chesterfield, dont la toiture en mélèze, recouverte de feuilles de plomb, pèse 50 tonnes. La charpente s'y est affaissée en tournant.

## Répartition en Europe

### Statistiques

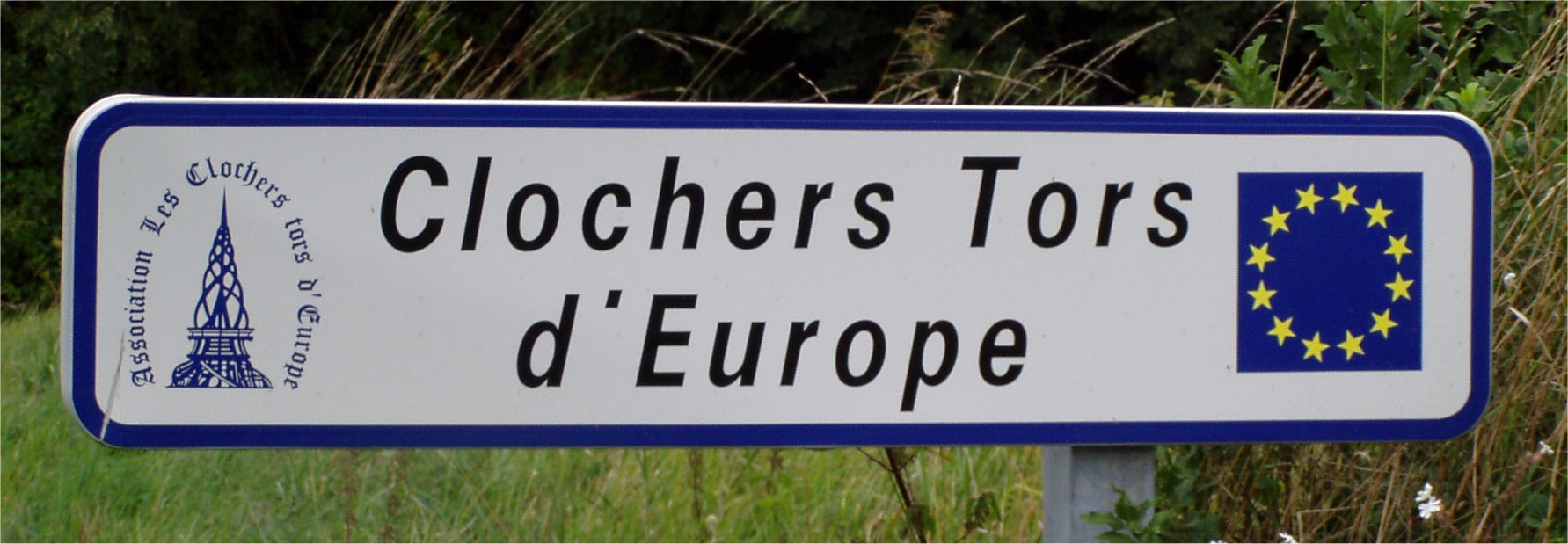
Pancarte installée à l'entrée d'un village possédant un clocher tors.

L'Europe compte au moins une centaine de clochers tors. Ce nombre n'est pas définitif, l'Association des clochers tors d'Europe en découvrant de nouveaux chaque année. De façon générale, l'Europe comprend deux concentrations principales de clochers tors, l'une en France dans le Baugeois, en Anjou, l'autre en Belgique autour de Herve dans la province de Liège. Au niveau des pays, ils sont répartis de la façon suivante :
- France : plus de 65 clochers
- Allemagne : 22
- Belgique : 11
- Autriche : 7
- Suisse : 4
- Royaume-Uni : 3
- Danemark : 2
- Italie : 1

D'autres clochers tors existent aussi en Europe de l'Est, par exemple en Roumanie, et n'ont pas été répertoriés systématiquement dans cet article.
Sur la centaine de clochers tors répertoriés en 2003, il est possible d'affirmer que 31 sont des constructions volontaires et cinquante accidentelles, pour les autres il y a controverse. La plupart sont pyramidaux, hormis ceux de Copenhague et de Rome qui sont des constructions en pierre. Leurs plans se répartissent de la façon suivante : 
- clochers octogonaux : 95 sur 102 ;
- clochers hexagonaux : 3 (Dinéault, Échirolles et Nogent-sur-Vernisson) ;
- clocher pentagonal : 1 (Nantes) ;
- pyramide carrée : 3 (Aubigny-sur-Nère, Niedermorschwihr, Orléans).

Les matériaux de couverture sont le plus souvent l'ardoise, mais on trouve aussi les tuiles, les tuiles vernissées, les bardeaux de bois, le métal (cuivre, zinc et plomb).
Le sens de rotation est différent d'un pays à l'autre :
- en Autriche et en Suisse, 100 % des clochers tournent de droite à gauche ;
- en Allemagne, 63 % tournent aussi de droite à gauche ;
- en Belgique, ils tournent à 75 % de gauche à droite ;
- en France, 78 % tournent aussi de gauche à droite.

### Allemagne
Le tableau suivant recense les vingt-quatre clochers tors d'Allemagne.
| Édifice                                | Localité                       | Land                        | Commentaires | Coordonnées                       | Photo                                           |
| -------------------------------------- | ------------------------------ | --------------------------- | --- | --------------------------------- | ----------------------------------------------- |
| Église protestante                     | Gochsen, Hardthausen am Kocher | Bade-Wurtemberg             | Cette église date du XVIIe siècle. | 49° 14′ 31″ nord, 9° 21′ 58″ est  | Église protestante de Gochsen                   |
| Église protestante (de)                | Grötzingen, Karlsruhe          | Bade-Wurtemberg             | Clocher octogonal construit sur une base carrée, recouvert de tuiles en terre cuite vernissées de couleur jaune, verte, rouge et tournant de gauche à droite de 1/16e de tour. | 49° 00′ 12″ nord, 8° 29′ 54″ est  | Église protestante de Grötzingen                |
| Église Saint-Pierre (de)               | Großburgwedel, Burgwedel       | Basse-Saxe                  | L'église date des XVe et XVIe siècles, clocher octogonal reposant sur une tour carrée, tournant de droite à gauche, recouvert de plaques de cuivre depuis 1950. | 52° 29′ 29″ nord, 9° 51′ 20″ est  | Église Saint-Pierre de Großburgwedel            |
| Westerturm (de) (porte de ville)       | Duderstadt                     | Basse-Saxe                  | Elle fut incendiée en 1424 et se tordit au cours des siècles ; la flèche fut décapitée en 1874 et fut consolidée pour éviter qu'elle ne s'effondre sur le voisinage. La torsion n'a pas évolué depuis, elle tourne de droite à gauche de 1/8e de tour. En 1949 une inspection de la charpente fut réalisée par un architecte qui conclut que la torsion était due à des erreurs de construction (absence de croix de saint André) | 51° 30′ 48″ nord, 10° 15′ 22″ est | Westerturm, Duderstadt                          |
| Église Saint-Sixte (de)                | Northeim                       | Basse-Saxe                  | Clocher de 62 mètres de haut, construit au XVe siècle, la flèche qui mesure 33 mètres était recouverte de bardeaux de bois à l'origine, elle est recouverte d'ardoises depuis 1836. Il tourne de droit à gauche. Origine de la torsion controversée. | 51° 42′ 19″ nord, 10° 00′ 11″ est | Église Saint Sixt de Northeim                   |
| Église Saint-Jean (de)                 | Sandstedt                      | Basse-Saxe                  | L'église date de 1420, clocher de base carrée, surmonté d'une flèche octogonale, posée sur une pyramide tronquée, elle est recouverte de plaques de cuivre et tourne de droite à gauche de 1/6e de tour. | 53° 21′ 35″ nord, 8° 31′ 28″ est  | Église Saint-Jean de Sandstedt                  |
| Église Saint-Jacques (de)              | Stolzenau                      | Basse-Saxe                  | L'église date de 1590, le clocher reconstruit en 1679 a gardé sa forme torse, il mesure 48 mètres de hauteur dont 33 mètres pour la flèche. Celle-ci est octogonale, recouverte d'ardoises, et tourne de droite à gauche de 1/8e de tour. Origine de la torsion controversée. | 52° 30′ 39″ nord, 9° 04′ 20″ est  | Église Saint-Jacques de Stolzenau               |
| Église Saint-Jean (de)                 | Uslar                          | Basse-Saxe                  | Clocher octogonal à base carrée tournant d'1/16e de tour, de gauche à droite. La torsion serait volontaire. | 51° 39′ 30″ nord, 9° 38′ 00″ est  | Église Saint-Jean d'Uslar                       |
| Église Maria-Schnee                    | Kleinochsenfurt, Ochsenfurt    | Bavière                     | Clocher octogonal à base carrée surmonté d'une flèche très effilée, recouverte d'ardoises tournant de droite à gauche d'environ1/4e de tour. La torsion est accidentelle. | 49° 40′ 22″ nord, 10° 02′ 58″ est | Église Maria-Schnee de Kleinochsenfurt          |
| Église Saint-Pierre-et-Saint-Paul      | Wettringen                     | Bavière                     | Clocher octogonal à base carrée surmonté d'une flèche très effilée, qui y est raccordée par une pyramide tronquée, recouverte de tuiles vernissées tournant de droite à gauche d'environ1/8e de tour. | 49° 15′ 28″ nord, 10° 09′ 27″ est | Église Saint-Pierre-et-Saint-Paul de Wettringen |
| Église protestante (de)                | Breidenbach                    | Hesse                       | Flèche octogonale surmontant un clocher à base carrée auquel elle est rattachée par une pyramide tronquée. Torsion de droite à gauche de 1/8e de tour, dont l'origine est controversée. | 50° 53′ 07″ nord, 8° 27′ 19″ est  | Église protestante de Breidenbach, vue du ciel  |
| Église protestante (de)                | Münzenberg                     | Hesse                       | Église du XIIIe siècle. Le clocher à base carrée est surmonté d'une flèche massive, octogonale qui tourne e droite à gauche de 1/8e de tour. | 50° 27′ 09″ nord, 8° 46′ 34″ est  | Église protestante de Münzenberg                |
| Église Saint-Pancrace (de)             | Kaisersesch                    | Rhénanie-Palatinat          | Clocher de style roman carré surmonté d'une flèche qui tourne de gauche à droite. La torsion semble volontaire | 50° 13′ 50″ nord, 7° 08′ 30″ est  | Église Saint-Pancrace de Kaisersesch            |
| Église Saint-Clément (de)              | Mayen                          | Rhénanie-Palatinat          | L'église date de 1350, la flèche du clocher s'était tordue avec le temps, l'église fut bombardée lors de la Seconde Guerre mondiale. Le clocher fut reconstruit tors entre 1950 et 1953. Il mesure 51 mètres dont 20 mètres pour la flèche. Celle-ci tourne d'un quart de tour de gauche à droite et présente un dévers d'un mètre soixante-dix.                                                                                  | 50° 19′ 48″ nord, 7° 13′ 24″ est  | Église Saint-Clément de Mayen                   |
| Église Sainte Marguerite (de)          | Neuwied                        | Rhénanie-Palatinat          | Église datant de 1771-1772 | 50° 27′ 03″ nord, 7° 32′ 19″ est  | Église Sainte Marguerite de Heimbach-Weis       |
| Église Notre-Dame (de)                 | Oberwesel                      | Rhénanie-Palatinat          | Le clocher octogonal tourne de la droite vers la gauche de moins d'1/16e de tour | 50° 06′ 15″ nord, 7° 43′ 49″ est  | Église Notre-Dame d'Oberwesel                   |
| Église protestante                     | Alverdissen, Barntrup          | Rhénanie-du-Nord-Westphalie | L'église fut démolie en 1842, et il ne reste que le clocher dont la base est carrée, surmontée d'une flèche octogonale recouverte de plaques de grès, qui tourne de gauche à droite de 1/8e de tour. | 52° 01′ 55″ nord, 9° 07′ 25″ est  | Église protestante d'Alverdissen                |
| Église Saint-Jean-Baptiste (de)        | Delbrück                       | Rhénanie-du-Nord-Westphalie | Le clocher de l'église a servi de tour de défense, il est surmonté d'une flèche recouverte de plaques de cuivre qui tourne de gauche à droite et présente un dévers. | 51° 45′ 52″ nord, 8° 33′ 46″ est  | Église Saint-Jean-Baptiste de Delbrück          |
| Église Saint-Lambert (de)              | Düsseldorf                     | Rhénanie-du-Nord-Westphalie | Clocher à base carrée surmonté de tourelles à chaque angle et d'une flèche octogonale recouverte d'ardoises qui tourne de gauche à droite, le sommet est garni d'une couronne de petits clochetons, un sur chaque face. Il fut reconstruit plusieurs fois en gardant sa forme torse. | 51° 13′ 41″ nord, 6° 46′ 17″ est  | Église Saint-Lambert de Düsseldorf              |
| Église Saint-Georges (de)              | Hattingen                      | Rhénanie-du-Nord-Westphalie | | 51° 23′ 53″ nord, 7° 11′ 06″ est  | Église Saint-Georges de Hattingen               |
| Église protestante (de)                | Hausberge, Porta Westfalica    | Rhénanie-du-Nord-Westphalie | Clocher tournant de droite à gauche d'un peu moins 1/8e de tour. | 52° 14′ 21″ nord, 8° 55′ 26″ est  | Église protestante de Hausberge                 |
| Église Saint-Pierre-et-Saint-Paul (de) | Heiden, Lage                   | Rhénanie-du-Nord-Westphalie | Le clocher construit en 1594 fut plusieurs fois endommagé, il fut reconstruit en 1663 en gardant sa forme torse. Il est à base carrée, surmonté d'une pyramide tronquée sur laquelle se raccorde une flèche octogonale, recouverte d'ardoises qui tourne d'un quart de tour de gauche à droite. | 51° 58′ 47″ nord, 8° 50′ 52″ est  | Église Saint-Pierre-et-Saint-Paul de Heiden     |
| Église Saint-Nicolas (de)              | Lemgo                          | Rhénanie-du-Nord-Westphalie | L'église date du XIIe siècle, elle possède deux tours clochers. Seule celle de droite est un clocher tors. Il fut reconstruit en 1663 à la suite d'une tempête. C'est une tour carrée, surmontée d'une flèche recouverte de plaques de plomb. Il mesure 60 mètres de haut, dont environ 30 mètres de flèche. Celle-ci tourne de gauche à droite de 1/8e de tour.                                                                  | 52° 01′ 40″ nord, 8° 54′ 08″ est  | Église Saint-Nicolas de Lemgo                   |
| Église Saint-Pierre                    | Mülheim                        | Rhénanie-du-Nord-Westphalie | Détruit |                                   |                                                 |
| Église Saint-Pierre (de)               | Ballstädt                      | Thuringe                    | Clocher composé d'une tour carrée, surmontée d'une flèche effilée recouverte de tuiles, et tournant de 1/4e de tour de droite à gauche. | 51° 02′ 07″ nord, 10° 42′ 54″ est | Église Saint-Pierre de Ballstädt                |

### Autriche
Le tableau suivant recense les 7 clochers tors d'Autriche.
| Édifice                                | Commune        | Land             | Commentaires | Coordonnées                       | Photo                                          |
| -------------------------------------- | -------------- | ---------------- | --- | --------------------------------- | ---------------------------------------------- |
| Église Saint-Nicolas (de)              | Bad Ischl      | Haute-Autriche   | Clocher à base carrée, dont chaque face est surmontée d'un pignon à pointe tronquée, le tout surmonté d'une flèche octogonale qui tourne de droite à gauche. En 1649 le clocher était déjà tors, mais on ignore l'origine de cette torsion.    | 47° 42′ 42″ nord, 13° 37′ 23″ est | Église Saint-Nicolas de Bad Ischl              |
| Église Saint-Rupert                    | Wagrain        | Salzbourg        | Le clocher qui date de la deuxième moitié de XVe siècle est composé d'une tour carrée, ornée de pignons sur chaque face et surmontée d'une flèche octogonale, recouverte d'ardoises et tournant de droite à gauche.                            | 47° 20′ 02″ nord, 13° 18′ 13″ est | Église Saint-Rupert de Wagrain                 |
| Église Saint-Oswald (de)               | Alpbach        | Tyrol            | Clocher composé d'une tour carrée surmontée de pignons sur chaque face et d'une flèche très effilée recouverte d'ardoises vertes, qui tourne de droite à gauche de 1/8e de tour.                                                               | 47° 23′ 54″ nord, 11° 56′ 40″ est | Église Saint-Oswald d'Alpbach                  |
| Église Notre-Dame-de-l'Assomption (de) | Mayrhofen      | Tyrol            | Le clocher octogonal recouvert d'ardoises vertes, tourne de droite à gauche de 1/8e de tour | 47° 10′ 06″ nord, 11° 51′ 53″ est | Église Notre-Dame-de-l'Assomption de Mayrhofen |
| Église Saints-Georges-et-Nicolas (de)  | Oetz           | Tyrol            | Clocher composé d'une tour carrée, surmontée de pignons sur chaque face et d'une flèche très effilée, recouverte d'ardoises rouges. Il tourne de droite à gauche, une date inscrite sur la flèche semble indiquer qu'il a été restauré en 1893 | 47° 12′ 18″ nord, 10° 53′ 54″ est | Église Saints-Georges-et-Nicolas d'Oetz        |
| Église paroissiale                     | Virgen         | Tyrol (oriental) | Le clocher, composé d'une tour carrée ornée de pignons est surmonté d'une flèche octogonale, recouverte d'ardoises vertes, qui tourne de droite à gauche.                                                                                      | 47° 00′ 13″ nord, 12° 27′ 27″ est | Église paroissiale de Virgen                   |
| Église Saint-Guy (de)                  | Zell am Ziller | Tyrol            | Clocher composé d'une tour carrée ornée de pignon et surmontée d'une flèche recouverte d'ardoises vertes et tournant de droite à gauche de 1/8e de tour. La toiture semble avoir été refaite en 1995 (date inscrite sur la toiture)            | 47° 14′ 03″ nord, 11° 52′ 53″ est | Église Saint-Guy de Zell am Ziller             |

### Belgique
Le tableau suivant recense les onze clochers tors de Belgique, dont huit situés dans la province de Liège.
| Édifice                       | Localité (et commune)         | Province        | Commentaires | Coordonnées                      | Photo                                             |
| ----------------------------- | ----------------------------- | --------------- | --- | -------------------------------- | ------------------------------------------------- |
| Église Notre-Dame             | Lombeek-Notre-Dame (Roosdaal) | Brabant flamand | Clocher à base carrée, surmontée d'une flèche hexagonale qui tourne légèrement de gauche à droite. | 50° 49′ 20″ nord, 4° 06′ 51″ est | Église Notre-Dame de Lombeek-Notre-Dame           |
| Chapelle Notre-Dame-du-Marché | Jodoigne                      | Brabant wallon  | Clocher à base carrée, surmontée d'une flèche hexagonale qui tourne de gauche à droite. | 50° 43′ 30″ nord, 4° 52′ 04″ est | Chapelle Notre-Dame-du-Marché de Jodoigne         |
| Église Saint-Martin           | Leernes (Fontaine-l'Évêque)   | Hainaut         | Le clocher est composé d'une tour carrée surmontée d'une flèche recouverte d'ardoise qui tourne de gauche à droite. Il a été construit volontairement torse pour une meilleure résistance au vent, il a été restauré en 1948. | 50° 23′ 50″ nord, 4° 19′ 54″ est | Église Saint-Martin de Leernes                    |
| Église Saint-Paul             | Baelen                        | Liège           | Clocher composé d'une tour carrée qui date du XIIe siècle, surmontée d'une flèche qui a été construite vers 1545. Elle tourne de 1/8e de tour de droite à gauche. L'origine de la torsion est controversée. | 50° 37′ 52″ nord, 5° 58′ 15″ est | Église Saint-Paul de Baelen                       |
| Église Saint-Jean-Baptiste    | Herve                         | Liège           | Clocher composé d'une tour carrée, romane, datant du XIIIe siècle, surmontée d'une flèche de 28 mètres, recouverte d'ardoise et qui tourne de 1/8e de tour, de gauche à droite. Elle subit aussi un dévers de plus d'un mètre. La torsion serait due à un défaut de construction | 50° 38′ 23″ nord, 5° 47′ 42″ est | Église Saint-Jean-Baptiste de Herve               |
| Église Saint-Michel           | Jalhay                        | Liège           | Le clocher a été reconstruit en 1840 volontairement tors, il est octogonal et tourne de gauche à droite de 1/8e de tour. La légende raconte, qu'un jour d'hiver où il était tombé beaucoup de neige, au point de recouvrir entièrement le village, un paysan s'était égaré avec sa vache. Voyant dépasser la pointe du clocher de l'immensité blanche, il y attacha sa vache, puis partit chercher du secours. Il mit si longtemps à revenir que le brave animal s'était mis à tourner en rond. Quand plusieurs jours plus tard la neige eut fondu, le clocher était tordu. | 50° 33′ 32″ nord, 5° 57′ 53″ est | clocher de l'église Saint-Michel de Jalhay        |
| Église Saint-Lambert          | Goé (Limbourg)                | Liège           | Le clocher de l'église tourne très légèrement mais surtout il penche de manière importante, dans sa partie supérieure. Cette inclinaison semble être due à un manque de pièces raidisseuses au niveau des enrayures | 50° 36′ 24″ nord, 5° 57′ 22″ est | clocher de l'église Saint-Lambert de Goé          |
| Église Notre-Dame             | Grand Marchin (Marchin)       | Liège           | Le clocher était devenu tors au cours des années, puis, la foudre l'a complètement détruit, il y a quelques années. Il a été reconstruit volontairement tors en 2005. Cette réhabilitation a eu lieu d'avril à fin juillet 2005 voir ici | 50° 27′ 47″ nord, 5° 14′ 27″ est | clocher de l'église Notre-Dame de Marchin         |
| Église Saint-Jacques          | Polleur (Theux)               | Liège           | C'est une flèche composite, sur une base carrée part une flèche octogonale qui tourne de gauche à droite de 1/8e de tour, puis qui se raccorde pour finir à une partie octogonale droite. Ce clocher a été construit volontairement tors | 50° 32′ 21″ nord, 5° 52′ 52″ est | Église Saint-Jacques de Polleur                   |
| Église Saint-Lambert          | Sart-lez-Spa (Jalhay)         | Liège           | Le clocher tourne légèrement de droite à gauche. | 50° 31′ 02″ nord, 5° 56′ 01″ est | Clocher de l'église Saint-Lambert de Sart-lez-Spa |
| Église Saint-Remy             | Verlaine                      | Liège           | Torsion de gauche à droite | 50° 36′ 27″ nord, 5° 19′ 03″ est | Église Saint-Remy de Verlaine                     |

Le clocher tors de l'église Saint-André de Lierneux a été détruit pendant la Seconde Guerre mondiale et n'a pas été reconstruit dans sa forme d'origine mais sous la forme d'un clocher à bulbe.

### Danemark
Le Danemark possède deux constructions torses qui n'ont rien à voir avec les clochers tors des autres pays. Il s'agit de constructions torses d'origine baroque.
| Édifice                 | Commune    | Commentaires | Coordonnées                       | Photo                               |
| ----------------------- | ---------- | --- | --------------------------------- | ----------------------------------- |
| Bourse                  | Copenhague | Clocher de pierre formant une spirale tournant de gauche à droite représentant les queues enlacées de quatre dragons, construit au XVIIe siècle. Il s'effondre le 16 avril 2024 à la suite d'un incendie. | 55° 40′ 32″ nord, 12° 35′ 03″ est | Bourse, Copenhague                  |
| Église de Notre-Sauveur | Copenhague | L'architecte s'est inspiré de l'église Sant'Ivo alla Sapienza de Rome, spirale tournant de gauche à droite et couronnée d'une sphère de bois recouverte de cuivre et datant du milieu du XVIIIe siècle.   | 55° 40′ 22″ nord, 12° 35′ 39″ est | Église de Notre-Sauveur, Copenhague |

### France
Le tableau suivant recense les clochers tors répertoriés en France.
| Édifice                                         | Commune                               | Département        | Région                  |  | Commentaires | Coordonnées                        | Photo                                                 |
| ----------------------------------------------- | ------------------------------------- | ------------------ | ----------------------- |  | --- | ---------------------------------- | ----------------------------------------------------- |
| Église Saint-Loup                               | Attignat                              | Ain                | Auvergne-Rhône-Alpes    |  | La torsion est de gauche à droite à la base de l'édifice, sur le premier tiers comme celui de Ceyzériat, ce clocher a été rénové au XIXe siècle, il est recouvert de tuiles vernissées | 46° 17′ 24″ nord, 5° 09′ 50″ est   | Clocher de l'église Saint-Loup                        |
| Clocheton devant la Fédération compagonnique    | Échirolles                            | Isère              | Auvergne-Rhône-Alpes    |  | Construction torse de 3 mètres de hauteur environ située devant la maison des Compagnons du Devoir et visible de l'extérieur. | 45° 09′ 03″ nord, 5° 42′ 48″ est   | Clocheton tors                                        |
| Parc des Ramettes                               | Bonneville (Haute-Savoie)             | Haute-Savoie       | Auvergne-Rhône-Alpes    |  | Chef-d'œuvre de Compagnon, flèche torse tournant gauche à 5 pents en lamellé collé[pas clair]. |                                    |                                                       |
| Église Saint-Laurent                            | Ceyzériat                             | Ain                | Auvergne-Rhône-Alpes    |  | Flèche octogonale recouverte de tuiles rouges, construite volontairement torse en 1818 par un compagnon charpentier. La torsion ne concerne que le premier tiers. La charpente a été renforcée ultérieurement par des pièces de bois (une par face) afin d'empêcher une accentuation de la torsion. | 46° 10′ 37″ nord, 5° 19′ 29″ est   | Clocher de l'église Saint-Laurent                     |
| Église Saint-Bonnet                             | Saint-Bonnet-de-Four                  | Allier             | Auvergne-Rhône-Alpes    |  | La torsion serait accidentelle due à un mauvais séchage du bois utilisé au XIXe siècle. En 1978 il a fallu réparer le clocher, les Bâtiments de France exigèrent qu'il conserve sa forme tordue, une couverture en bardeaux de châtaignier a remplacé l'ancienne couverture qui était en ardoises et la charpente a été consolidée | 46° 18′ 45″ nord, 2° 54′ 37″ est   | Clocher de l'église Saint-Bonnet                      |
| Église Saint-Pierre-et-Saint-Paul               | Aignay-le-Duc                         | Côte-d'Or          | Bourgogne-Franche-Comté |  | Flèche légèrement torse de gauche à droite | 47° 39′ 55″ nord, 4° 43′ 57″ est   | Clocher de l'église Sts Pierre et Paul                |
| Église Notre-Dame (de)                          | Auxonne                               | Côte-d'Or          | Bourgogne-Franche-Comté |  | Tour de 33 mètres de haut, construite en 1843, flèche recouverte d'ardoises et tournant de gauche à droite | 47° 11′ 38″ nord, 5° 23′ 18″ est   | Clocher de l'église Notre-Dame                        |
| Église de l'Assomption                          | Labergement-lès-Seurre                | Côte-d'Or          | Bourgogne-Franche-Comté |  | Flèche octogonale recouverte d'ardoises qui tourne légèrement de gauche à droite | 46° 59′ 44″ nord, 5° 05′ 38″ est   | L'église Notre-Dame-de-l'Assomption                   |
| Église Saint-Germain                            | Vitteaux                              | Côte-d'Or          | Bourgogne-Franche-Comté |  | La flèche fut détruite par un incendie en 1633, elle fut refaite la même année, puis restaurée en 1770 et 1893 et tourne légèrement de droite à gauche | 47° 24′ 02″ nord, 4° 32′ 27″ est   | Clocher de l'église Saint Germain                     |
| Église Saint-Maurice                            | Mervans                               | Saône-et-Loire     | Bourgogne-Franche-Comté |  | Recouvert de tuiles vernissées, l'origine de la torsion est controversée, très nombreuses légendes. | 46° 47′ 51″ nord, 5° 11′ 09″ est   | Clocher de l'église Saint-Maurice                     |
| Église Saint-Léger                              | Gigny                                 | Yonne              | Bourgogne-Franche-Comté |  | Église datant du XIIe siècle, qui fut reconstruite vers 1523. Le clocher est une tour carrée surmontée d'une flèche recouverte d'ardoises et tournant de gauche à droite de 1/16e de tour. | 47° 49′ 00″ nord, 4° 17′ 36″ est   | Église Saint-Léger                                    |
| Flèche                                          | Dinéault                              | Finistère          | Bretagne                |  | Flèche torse dans le jardin d'une maison particulière, construite par M. Gourlan |                                    |                                                       |
| Chapelle Saint-Melaine                          | Pancé                                 | Ille-et-Vilaine    | Bretagne                |  | Flèche du clocheton recouverte d'ardoise et tournant de gauche à droite de 1/16e de tour | 47° 52′ 52″ nord, 1° 39′ 14″ ouest | Clocher de la chapelle Saint-Melaine                  |
| Église Saint-Pierre                             | Québriac                              | Ille-et-Vilaine    | Bretagne                |  | Haute flèche recouverte d'ardoise et tournant de gauche à droite de 1/16e de tour | 48° 20′ 39″ nord, 1° 49′ 38″ ouest | Clocher de l'église                                   |
| Clocheton                                       | Aubigny-sur-Nère                      | Cher               | Centre-Val de Loire     |  | Clocheton sur une maison ayant appartenu à un compagnon du tour de France, M Bourdoiseau, il était fort endommagé et a été restauré en 1991-1992. |                                    | clocheton sur maison                                  |
| Clocheton                                       | Bourges                               | Cher               | Centre-Val de Loire     |  | Construit afin de former des élèves du lycée Jean de Berry |                                    |                                                       |
| Église Saint-Martin                             | Nohant-en-Graçay                      | Cher               | Centre-Val de Loire     |  | Flèche octogonale en bardeaux de châtaigniers surmontant une tour carrée à angles tronqués. Il tourne de 1/16e de tour de la gauche vers la droite | 47° 08′ 10″ nord, 1° 53′ 38″ est   | clocher de l'église Saint-Martin                      |
| Collégiale Saint-Austrégésile                   | Saint-Outrille                        | Cher               | Centre-Val de Loire     |  | Couvert de bardeau et torsadé d'origine de 1/16e de tour de la gauche vers la droite sur les deux tiers de sa hauteur avant de terminer tout droit. Visite de la charpente sur rendez-vous auprès de la mairie | 47° 08′ 38″ nord, 1° 50′ 32″ est   | clocher de la collégiale Saint-Outrille               |
| Église Saint-Éloi-Saint-Jean-Baptiste           | Crécy-Couvé                           | Eure-et-Loir       | Centre-Val de Loire     |  | | 48° 40′ 12″ nord, 1° 16′ 56″ est   | Clocher de l'église                                   |
| Église Saint-Léger                              | Houville-la-Branche                   | Eure-et-Loir       | Centre-Val de Loire     |  | Tourne de gauche à droite, de 1/16e de tour | 48° 26′ 37″ nord, 1° 38′ 29″ est   | Clocher de l'église                                   |
| Lucarne                                         | Châteauroux                           | Indre              | Centre-Val de Loire     |  | Lucarne surmontée de flèches recouvertes d'ardoises. La flèche centrale est hexagonale et tourne d'un demi tour. |                                    |                                                       |
| Église Saint-Médard                             | Reugny                                | Indre-et-Loire     | Centre-Val de Loire     |  | La flèche recouverte d'ardoise tourne de gauche à droite 1/16e de tour pour offrir une meilleure résistance au vent. Elle est démontée en 2020. | 47° 28′ 59″ nord, 0° 53′ 02″ est   | Clocher de l'église                                   |
| Église Saint-Viâtre                             | Saint-Viâtre                          | Loir-et-Cher       | Centre-Val de Loire     |  | La flèche octogonale surmonte une tour carrée, la torsion légère de gauche à droite ne concerne que le dernier tiers, elle semble due à une déformation naturelle | 47° 31′ 27″ nord, 1° 56′ 03″ est   | clocher de l'église                                   |
| Église                                          | Boësses                               | Loiret             | Centre-Val de Loire     |  | Le clocher est devenu très légèrement tors à la suite de rénovations | 48° 09′ 11″ nord, 2° 26′ 54″ est   | clocher de l'église                                   |
| Construction torse sur toiture                  | Nogent-sur-Vernisson                  | Loiret             | Centre-Val de Loire     |  | Plusieurs tourelles sur la toiture de cette maison appartenant à un charpentier-couvreur, M. Trognon. La flèche torse est constituée de deux parties coniques emboîtées, dont seule la partie inférieure est tordue. Elle est hexagonale et tourne de 1/6e de tour de droite à gauche |                                    | clocheton sur maison particulière                     |
| Lanternon                                       | Orléans                               | Loiret             | Centre-Val de Loire     |  | Lanternon sur maison particulière. Œuvre d'un maître charpentier, M. Bertrand. Petite flèche couverte d'ardoise qui surmonte une lucarne et tourne de droite à gauche. |                                    | clocheton sur maison particulière                     |
| Église Notre-Dame                               | Puiseaux                              | Loiret             | Centre-Val de Loire     |  | Torsion accidentelle d'1/8e de tour, due à un mauvais séchage du poinçon central | 48° 12′ 16″ nord, 2° 28′ 19″ est   | Clocher de l'église Notre-Dame                        |
| Église Saint-Rémy                               | Troyes                                | Aube               | Grand Est               |  | Église du XIVe siècle classée, flèche vrillant de la gauche vers la droite culminant à 60 mètres | 48° 17′ 57″ nord, 4° 04′ 31″ est   | Clocher de l'église Saint-Rémy                        |
| Église Saint-Gall-et-Saint-Wendelin             | Niedermorschwihr                      | Haut-Rhin          | Grand Est               |  | Tour carrée surmontée d'une flèche carrée à la base et devenant octogonale, recouverte de tuiles, et tournant de 1/8e de droite à gauche, ce qui prouve une torsion volontaire. Selon la base Mérimée, l'architecte en serait RITTER Gabriel-Ignace, au courant du premier quart du XIXe siècle, sur une base (partie basse de la tour) datant de la limite du XIIe – XIIIe siècle. À l'intérieur de l'église est exposée une maquette de la charpente, réalisée par les Compagnons du Devoir. | 48° 05′ 58″ nord, 7° 16′ 26″ est   | Clocher de l'église Saint-Gall                        |
| Église Saint-Georges                            | Meuvy, Breuvannes-en-Bassigny         | Haute-Marne        | Grand Est               |  | L'église fut construite par les habitants de la commune sous la direction de leur curé entre 1681 et 1719. Le clocher est une tour carrée surmontée d'une flèche en arc de 40 mètres de haut. | 48° 05′ 04″ nord, 5° 32′ 51″ est   | Clocher de l'église vu du pont sur la Meuse           |
| Église Saint-Alpin                              | Écury-sur-Coole                       | Marne              | Grand Est               |  | La flèche octogonale et fine tourne de droite à gauche de 1/16e de tour | 48° 53′ 45″ nord, 4° 20′ 08″ est   |                                                       |
| Église Saint-Sulpice-Saint-Antoine              | Étoges                                | Marne              | Grand Est               |  | La flèche octogonale et fine tourne de droite à gauche de 1/16e de tour | 48° 52′ 51″ nord, 3° 51′ 20″ est   | Clocher de l'église                                   |
| Église Saint-Remi                               | Mareuil-le-Port                       | Marne              | Grand Est               |  | La flèche octogonale et fine | 49° 04′ 56″ nord, 3° 44′ 49″ est   | Clocher de l'église                                   |
| Église                                          | Songy                                 | Marne              | Grand Est               |  | La flèche octogonale et fine | 48° 48′ 11″ nord, 4° 30′ 04″ est   | Clocher de l'église                                   |
| Église Saints-Côme-et-Damien                    | Vézelise                              | Meurthe-et-Moselle | Grand Est               |  | Clocher de plus de 65 m de hauteur, composé d'une tour carrée surmontée d'une flèche octogonale couverte d'ardoise qui mesure plus de 28 m et tourne de gauche à droite | 48° 29′ 11″ nord, 6° 05′ 14″ est   | Clocher de l'église                                   |
| Château de Landonvillers                        | Landonvillers, Courcelles-Chaussy     | Moselle            | Grand Est               |  | Tour renaissance du château. Torsion de 1/8e de tour | 49° 08′ 06″ nord, 6° 23′ 47″ est   |                                                       |
| Église de la Nativité-de-la-Sainte-Vierge       | Dohis                                 | Aisne              | Hauts-de-France         |  | Clocher recouvert d'ardoises il est en trois parties, seule la partie inférieure est torse de la gauche vers la droite, cette torsion est donc volontaire. | 49° 45′ 46″ nord, 4° 08′ 25″ est   | Clocher surgissant de l'entrée fortifiée du cimetière |
| Église Saint-Martin                             | Étréaupont                            | Aisne              | Hauts-de-France         |  | Flèche torse de la gauche vers la droite d'un 1/16e de tour et recouverte d'ardoises | 49° 54′ 10″ nord, 3° 54′ 53″ est   | Clocher de l'église Saint-Martin                      |
| Église Saint-Omer (nl)                          | Verchin                               | Pas-de-Calais      | Hauts-de-France         |  | Cette déformation serait due à l'utilisation d'un bois trop vert pour la réalisation du clocher, et qui se serait tordu en séchant. | 50° 29′ 38″ nord, 2° 11′ 09″ est   | Clocher de l'église Saint-Omer                        |
| Église Saint-Denis                              | Boulancourt                           | Seine-et-Marne     | Île-de-France           |  | Le clocher de l'église qui était droit, menaçait de s'écrouler, le conseil municipal décida de le reconstruire tors comme celui de la commune voisine Puiseaux. En 2010 un nouveau clocher a pris place, il est couvert d'ardoises, hexagonal sur base carrée et tourne de droite à gauche de 1/8e de tour. | 48° 15′ 31″ nord, 2° 26′ 11″ est   | Clocher église Saint Denis                            |
| Construction torse                              | Drancy                                | Seine-Saint-Denis  | Île-de-France           |  | Construction d'un compagnon. Construction volontairement torse de 1/8e de tour, recouverte d'ardoises de différentes couleurs, hauteur totale : 5 mètres, n'est plus à Drancy mais à Puiseaux à la suite du décès de son constructeur Monsieur Barbaud et du don fait par sa fille à l'Association des clochers tors d'Europe selon le testament fait par son père. |                                    | Clocheton                                             |
| Église Saint-Germain                            | Moyaux                                | Calvados           | Normandie               |  | | 49° 11′ 43″ nord, 0° 21′ 24″ est   | clocher de l'église Saint-Germain.                    |
| Église Saint-Taurin                             | Hectomare                             | Eure               | Normandie               |  | Petite église avec un toit de tuiles et un clocher formé d'une tour hexagonale recouverte d'ardoises tordue de droite à gauche de 1/16e de tour environ | 49° 11′ 19″ nord, 0° 56′ 58″ est   | Clocher de l'église                                   |
| Église Saint-Aubin                              | Saint-Aubin-sur-Gaillon               | Eure               | Normandie               |  | Clocher de 65 mètres de haut, recouvert d'ardoise, à base carrée il devient octogonal et tourne de gauche à droite de 1/16e de tour environ . | 49° 08′ 50″ nord, 1° 19′ 43″ est   | Clocher de l'église Saint-Aubin                       |
| Église Saint-Martin                             | Angiens                               | Seine-Maritime     | Normandie               |  | Tour carrée surmontée d'une flèche courte tournant de gauche à droite de 1/8e de tour environ dans sa moitié inférieure | 49° 49′ 42″ nord, 0° 47′ 24″ est   | L'église Saint-Martin-et-Saint-Sébastien              |
| Église Saint-Pierre                             | Auppegard                             | Seine-Maritime     | Normandie               |  | Église du XVIe siècle classée monument historique depuis 1926 | 49° 49′ 46″ nord, 1° 01′ 33″ est   | L'église Saint-Pierre                                 |
| Église Saint-Aignan                             | Bures-en-Bray                         | Seine-Maritime     | Normandie               |  | Clocher dont la hauteur totale atteint 60 mètres, torsion de la flèche recouverte d'ardoises de gauche à droite de 1/8e de tour, le clocher a été restauré en l'an 2000 | 49° 46′ 45″ nord, 1° 20′ 11″ est   | Clocher église Saint-Aignan                           |
| Église Saint-Ouen                               | Offranville                           | Seine-Maritime     | Normandie               |  | Flèche octogonale, tordue de 1/8e de tour. Torsion sans doute due à l'absence de croix de Saint-André dans la charpente. | 49° 52′ 11″ nord, 1° 03′ 00″ est   | Clocher église Offranville                            |
| Chapelle Notre-Dame-de-la-Paix                  | Treignac                              | Corrèze            | Nouvelle-Aquitaine      |  | Très complexe, ce clocher d'abord carré devient hexagonal, puis octogonal, torsadé d'origine, il se termine par un lanternon hémisphérique | 45° 32′ 14″ nord, 1° 47′ 42″ est   | Clocher de la chapelle Notre-Dame de la paix          |
| Église Saint-Médard                             | Naillat                               | Creuse             | Nouvelle-Aquitaine      |  | Flèche octogonale sur une tour rectangulaire, légère torsion de gauche à droite. | 46° 15′ 54″ nord, 1° 38′ 16″ est   | L'église St Médard                                    |
| Église Saint-Pierre                             | Saint-Pierre-des-Échaubrognes         | Deux-Sèvres        | Nouvelle-Aquitaine      |  | Flèche octogonale torse de droite à gauche de 1/16e de tour pour compenser les vents dominants | 46° 59′ 24″ nord, 0° 44′ 36″ ouest | Clocher de l'église                                   |
| Église Saint-Étienne                            | Javerlhac-et-la-Chapelle-Saint-Robert | Dordogne           | Nouvelle-Aquitaine      |  | Torsion de gauche à droite | 45° 34′ 07″ nord, 0° 33′ 36″ est   | Clocher de l'église de Javerlhac                      |
| Église de la Transfiguration                    | Payzac                                | Dordogne           | Nouvelle-Aquitaine      |  | Le clocher hélicoïdal date probablement du XVIe siècle, il fut restauré plusieurs fois, mais en conservant sa torsion | 45° 24′ 04″ nord, 1° 13′ 12″ est   | Clocher de l'église de la Transfiguration             |
| Lanternon                                       | Les Grands-Chézeaux                   | Haute-Vienne       | Nouvelle-Aquitaine      |  | Lanternon sur une lucarne d'une maison ayant appartenu à un couvreur. Construction volontairement torse de 1/8e de tour de gauche à droite |                                    | Clocheton sur lucarne                                 |
| Église Saint-Sauveur                            | Rochechouart                          | Haute-Vienne       | Nouvelle-Aquitaine      |  | Flèche octogonale construite volontairement torse de 1/8e de tour de gauche à droite, mais la torsion s'accentue avec le temps | 45° 49′ 24″ nord, 0° 49′ 15″ est   | Clocher de l'église Saint-Sauveur                     |
| Église Notre-Dame                               | Sérignac-sur-Garonne                  | Lot-et-Garonne     | Nouvelle-Aquitaine      |  | Torsadé d'origine, datant du XVe siècle, il fut détruit en 1922, reconstruit à l'identique en 1989, par des charpentiers compagnons du tour de France, grâce à la mobilisation de l'association pour la reconstruction du clocher de Sérignac. | 44° 12′ 51″ nord, 0° 29′ 04″ est   | Clocher de l'église Notre-Dame                        |
| Église Saint-Martin                             | Coussay-les-Bois                      | Vienne             | Nouvelle-Aquitaine      |  | Le clocher de cette église faisant partie d'un ancien couvent tourne légèrement de gauche à droite | 46° 48′ 31″ nord, 0° 44′ 36″ est   | Clocher de l'église du couvent                        |
| Église Saint-Étienne                            | Lagnac, Rodelle                       | Aveyron            | Occitanie               |  | Flèche octogonale trapue tournant légèrement de gauche à droite. L’église menaçant de s'écrouler, elle a été réhabilitée en 1999, | 44° 29′ 23″ nord, 2° 36′ 40″ est   | Clocher de l'église Saint-Étienne.                    |
| Église Saint-Côme-et-Saint-Damien               | Saint-Côme-d'Olt                      | Aveyron            | Occitanie               |  | Flèche de 45 mètres, plusieurs fois endommagée par la foudre, en 1929 la destruction entraîna une reconstruction volontairement torse selon certains. | 44° 30′ 54″ nord, 2° 48′ 55″ est   | clocher de l'église Saint-Côme-et-Saint-Damine        |
| Église Saint-Jean-Baptiste                      | Barran                                | Gers               | Occitanie               |  | En 1971, le clocher fut réparé par les Compagnons de Saint-Sylvain d'Anjou, qui pensent que la flèche était tordue dès l'origine, mais la torsion s'est accentuée avec le temps, allant jusqu'à la cassure, provoquant un dévers important. Seule la partie inférieure de la flèche est torse. | 43° 37′ 03″ nord, 0° 26′ 30″ est   | Clocher de l'église                                   |
| Abri                                            | Malville                              | Loire-Atlantique   | Pays de la Loire        |  | Abri pour faire sécher le linge en bardeaux de bois surmonté de constructions torses, construit par un compagnon du Devoir à la retraite. |                                    |                                                       |
| Clocheton de la maison des compagnons du devoir | Nantes                                | Loire-Atlantique   | Pays de la Loire        |  | Chef-d'œuvre de compagnonnage, il tourne de 1/2 tour | 47° 12′ 57″ nord, 1° 32′ 32″ ouest | Clocheton sur la maison des Compagnons du Devoir      |
| Église Notre-Dame                               | Cheffes                               | Maine-et-Loire     | Pays de la Loire        |  | La torsion est d'origine inconnue | 47° 37′ 15″ nord, 0° 30′ 24″ ouest | Clocher de l'église                                   |
| Église Saint-Jacques                            | Chemiré-sur-Sarthe                    | Maine-et-Loire     | Pays de la Loire        |  | La torsion de la flèche de 1/16e de tour semble être d'origine naturelle. | 47° 45′ 06″ nord, 0° 25′ 52″ ouest | Clocher de l'église                                   |
| Église Saint-Julien                             | Distré                                | Maine-et-Loire     | Pays de la Loire        |  | L'église date des XIe et XIIe siècles, mais le clocher a été modifié au XVIIIe siècle, l'origine de la torsion de 1/10 de tour est controversée | 47° 13′ 23″ nord, 0° 06′ 47″ ouest | Clocher de l'église Saint-Julien                      |
| Église Saint-Martin-de-Vertou                   | Fontaine-Guérin                       | Maine-et-Loire     | Pays de la Loire        |  | La flèche assez courte a été volontairement construite hélicoïdale, elle tourne de droite à gauche de 1/8e de tour ; C'est la seule qui tourne dans ce sens, dans le Baugeois | 47° 29′ 11″ nord, 0° 11′ 19″ ouest | Clocher de l'église Saint-Martin                      |
| Église Saint-Étienne                            | Fougeré                               | Maine-et-Loire     | Pays de la Loire        |  | La torsion de la flèche semble être l'œuvre de maîtres charpentiers, elle tourne de 1/16e. | 47° 37′ 39″ nord, 0° 08′ 57″ ouest | Clocher de l'église Saint-Étienne                     |
| Église Saint-Cyr-et-Sainte-Julitte              | Jarzé                                 | Maine-et-Loire     | Pays de la Loire        |  | Sa torsion récente s'accentue doucement avec les années. Cela pourrait résulter de l'affaissement du poinçon, à la suite de la rénovation de la toiture. La torsion est à peine perceptible, mais l'inclinaison est sensible | 47° 33′ 19″ nord, 0° 13′ 52″ ouest | Clocher de l'église Sainte Julitte                    |
| Église Saint-Symphorien                         | Le Vieil-Baugé                        | Maine-et-Loire     | Pays de la Loire        |  | La flèche précédente était en pierre, elle a été reconstruite en 1856, et fut endommagée par la foudre en 1859 et 1892. La forme hélicoïdale de gauche à droite de 1/8e de tour est volontaire, mais l'inclinaison semble due à un mauvais séchage. | 47° 31′ 54″ nord, 0° 07′ 10″ ouest | Clocher de l'église Saint-Symphorien                  |
| Église Saint-Germain                            | Mouliherne                            | Maine-et-Loire     | Pays de la Loire        |  | Construit tors d'origine vers 1690. | 47° 28′ 09″ nord, 0° 01′ 05″ est   | Clocher de l'église Saint Germain                     |
| Église Saint-Denis                              | Pontigné                              | Maine-et-Loire     | Pays de la Loire        |  | Le clocher a été construit tors dès l'origine, il tourne de gauche à droite de 1/8e de tour. La couverture vient d'être rénovée en 2005 | 47° 32′ 52″ nord, 0° 02′ 28″ ouest | Clocher de l'église Saint Denis                       |
| Église Saint-Pierre-du-Marais                   | Saumur                                | Maine-et-Loire     | Pays de la Loire        |  | Le clocher l'église principale de Saumur est tordu de gauche à droite | 47° 15′ 31″ nord, 0° 04′ 27″ ouest | Clocher de l'église Saint-Pierre                      |
| Église Saint-Pierre                             | Meslay-du-Maine                       | Mayenne            | Pays de la Loire        |  | Flèche recouverte d'ardoises, torsion régulière de 1/8e de tour, de gauche à droite, origine de la torsion controversée | 47° 56′ 57″ nord, 0° 33′ 10″ ouest | Clocher de l'église.                                  |
| Église Notre-Dame                               | Marçon                                | Sarthe             | Pays de la Loire        |  | Flèche recouverte d'ardoises et tournant de 1/16e de tour de droite à gauche | 47° 42′ 37″ nord, 0° 30′ 34″ est   | Clocher de l'église Notre-Dame                        |

### Italie
Comme au Danemark, ce clocher italien n'a rien à voir avec les flèches torses des autres pays. Il s'agit d'une construction de style baroque.
| Édifice                       | Commune | Région | Commentaires                                                                          | Coordonnées                       | Photo |
| ----------------------------- | ------- | ------ | ------------------------------------------------------------------------------------- | --------------------------------- | ----- |
| Église Sant'Ivo alla Sapienza | Rome    | Latium | Œuvre de l'architecte Borromini, érigée en 1660, spirale en pierre de plusieurs tours | 41° 53′ 54″ nord, 12° 28′ 30″ est |       |

### Royaume-Uni
Le tableau suivant recense les 3 clochers tors du Royaume-Uni.
| Édifice                                     | Ville             | Comté      | Commentaires | Coordonnées                        | Photo                                                  |
| ------------------------------------------- | ----------------- | ---------- | --- | ---------------------------------- | ------------------------------------------------------ |
| Église Sainte-Marie-et-Tous-les-Saints (en) | Chesterfield      | Derbyshire | Clocher vrillé et penché recouvert de plaque de plomb qui pèsent cinquante tonnes. La charpente s'est affaissée en tournant à cause du poids excessif de la couverture.                          | 53° 14′ 10″ nord, 1° 25′ 27″ ouest | Église Sainte-Marie-et-Tous-les-Saints de Chesterfield |
| Église Saint-Pierre (en)                    | Barnstaple        | Devon      | L'église fut construite au début du XIVe siècle, le clocher fut restauré au XVIe siècle. La flèche est couverte de plaques de plomb, elle tourne de droite à gauche et surmonte une tour carrée. | 51° 04′ 49″ nord, 4° 03′ 34″ ouest | Église Saint-Pierre de Barnstaple                      |
| Église Sainte-Marie (en)                    | Cleobury Mortimer | Shropshire | Église du XIVe siècle, le clocher est recouvert de tuiles de bois, et tourne de gauche à droite.                                                                                                 | 52° 22′ 45″ nord, 2° 28′ 49″ ouest | Église Sainte-Marie de Cleobury Mortimer               |

### Suisse
Le tableau suivant recense les 4 clochers tors de Suisse.
| Édifice                      | Commune        | Canton        | Commentaires | Coordonnées                      | Photo                                                                   |
| ---------------------------- | -------------- | ------------- | --- | -------------------------------- | ----------------------------------------------------------------------- |
| Église Saint-Arbogast        | Muttenz        | Bâle-Campagne | Clocher composé d'une tour carrée surmontée d'une flèche octogonale tournant de droite à gauche. | 47° 31′ 21″ nord, 7° 38′ 44″ est | Église Saint-Arbogast de Muttenz                                        |
| Église Saint-Johann (de)     | Davos          | Grisons       | Clocher composé d'une tour carrée surmontée de quatre pignons, puis d'une flèche effilée qui tourne de droite à gauche de 1/8e de tour. Celle-ci est recouverte de bardeaux de châtaignier et la couverture a été entièrement refaite en 2003. | 46° 47′ 36″ nord, 9° 49′ 20″ est | Église Saint-Johann de Davos                                            |
| Abbatiale Saint-Georges (de) | Stein am Rhein | Schaffhouse   | L'église date du XIIe siècle, le clocher fut reconstruit entre 1566 et 1599. La flèche, très effilée, mesure 26,50 m de haut, est recouverte d'ardoises et tourne de droite à gauche.                                                          | 47° 39′ 31″ nord, 8° 51′ 35″ est | Vue panoramique de Stein am Rhein, comprenant l'abbatiale Saint-Georges |
| Abbatiale Notre-Dame         | Payerne        | Vaud          | La flèche qui surmonte une tour carrée, est très effilée, recouverte d'ardoise et tourne de droite à gauche. | 46° 49′ 15″ nord, 6° 56′ 15″ est | Abbatiale Notre-Dame de Payerne                                         |